# Condado de San Benito
O condado de San Benito (em inglês:  San Benito County) é um dos 58 condados do estado americano da Califórnia. Foi fundado em 1874. A sede e cidade mais populosa do condado é Hollister.

## Geografia
De acordo com o United States Census Bureau, o condado possui uma área de 3 601 km², dos quais 3 597 km² estão cobertos por terra e 4 km² por água.

## Demografia
Segundo o censo nacional de 2010, o condado possui uma população de 55 269 habitantes e uma densidade populacional de 15,3 hab/km². Possui 17 870 residências, que resulta em uma densidade de 5 residências/km².
Das 2 localidades incorporadas no condado, Hollister é a mais populosa e também a mais densamente povoada, com 34 928 habitantes e densidade populacional de 1 850 hab/km². San Juan Bautista é a menos populosa, com 1 862 habitantes, porém é a que teve o maior crescimento populacional em 10 anos, de 20%.